# Spoorlijn Siegburg - Friedrich-Wilhelms-Hütte
De spoorlijn Siegburg - Friedrich-Wilhelms-Hütte was een Duitse spoorlijn en was als spoorlijn 10 onder beheer van DB Netze.

## Geschiedenis
Het traject werd door de Rheinischen Eisenbahn-Gesellschaft geopend op 1 mei 1872.  

## Aansluitingen
In de volgende plaatsen is of was er een aansluiting op de volgende spoorlijnen:
Siegburg/Bonn
DB 2651, spoorlijn tussen Keulen en Gießen
DB 2657, spoorlijn tussen Siegburg en Olpe
Friedrich-Wilhelms-Hütte
DB 2324, spoorlijn tussen Mülheim-Speldorf en Niederlahnstein